# リンカーン郡 (ニューメキシコ州)
リンカーン郡（Lincoln County）は、アメリカ合衆国ニューメキシコ州にある郡。人口は19,411人（2000年）。郡の最大の都市はルイドソで、郡庁所在地はカリゾゾ(Carrizozo)である。

## 歴史
リンカーン郡は、かつてアメリカ合衆国で最大の郡だった。1870年代の終わり、いわゆるリンカーン郡戦争は、牧場主たちと郡の最大の雑貨店の所有者たちとの間で起こった紛争である。ビリー・ザ・キッドとしてよく知られているウィリアム・ボニーは、彼の友人と雇用者が殺された後、牧場主たちの用心棒をしていた。最後には、ボニーは、彼の友人を殺した代理人と、別の代理人、そして郡の保安官を殺した。他には数人が紛争によって殺害され、その中には牧場主の一派の別のリーダーもいた。1878年、新しい領土の知事で、北軍将軍を退役したルー・ウォーレス(en:Lew Wallace)が、党派間の永続的な休戦をもたらすために、恩赦のはからいを提示した。
2024年6月、州内で大規模な山火事が発生。州知事が非常事態を宣言し、多数の住民が避難した。

## 地理
総面積は12,513 km² (4,831 mi² )。陸地面積は12,512 km² (4,831 mi²)で、水面積は1 km² (0 mi²)で全体の0.01%である。

## 近接する郡
- トランス郡 (ニューメキシコ州) - 北
- グアダルーペ郡 (ニューメキシコ州) - 北
- デバカ郡 (ニューメキシコ州) - 北東
- チャベス郡 (ニューメキシコ州) - 東
- オテロ郡 (ニューメキシコ州) - 南
- シエラ郡 (ニューメキシコ州) - 南西
- ソコロ郡 (ニューメキシコ州) - 西

## 人口統計
以下は2000年国勢調査における人口統計データである。
基礎データ
- 人口: 19,411人
- 世帯数: 8,202世帯
- 家族数: 5,634家族
- 人口密度: 2/km² (4/mi²）
- 住居数: 15,298軒
- 住居密度: 1/km² (3/mi²)

人種別人口構成
- 白人: 83.60%
- アフリカン・アメリカン: 0.35%
- ネイティブアメリカン: 1.95%
- アジア人: 0.27%
- 太平洋諸島系:0.06%
- その他の人種: 11.28%
- 混血(2人種間以上の): 2.48%
- ヒスパニック・ラテン系: 25.63%

世帯と家族（対世帯数）
- 全世帯数: 8,202世帯
- 18歳未満の子供がいる:26.20%
- 結婚・同居している夫婦: 55.60%
- 未婚・離婚・死別女性が世帯主: 9.30%
- 非家族世帯: 31.30%
- 単身世帯: 26.70%
- 65歳以上の老人1人暮らし: 10.00%
- 平均構成人数
  - 世帯: 2.34人
  - 家族: 2.80人

年齢別人口構成
- 18歳未満: 22.70%
- 18-24歳: 6.00%
- 25-44歳: 23.20%
- 45-64歳: 30.20%
- 65歳以上: 17.90%
- 年齢の中央値: 44歳
- 性比（女性100人あたり男性の人口）
  - 総人口: 95.90人
  - 18歳以上: 93.30人

収入と家計
- 収入の中央値
  - 世帯: 33,886米ドル
  - 家族: 40,035米ドル
  - 性別
    - 男性: 27,323米ドル
    - 女性: 19,923米ドル
- 人口1人あたり収入: 19,338米ドル
- 貧困線以下
  - 対家族: 10.80%
  - 対人口: 14.90%
  - 18歳未満: 24.70%
  - 65歳以上: 8.70%

## 主な町および村
- ルイドソ
- カリゾゾ（郡庁所在地）
- Capitan
- Corona
- Hollywood
- Ruidoso Downs